# Сан Геронимо (Калифорнија)
Сан Геронимо (енгл. San Geronimo) насељено је место без административног статуса у америчкој савезној држави Калифорнија.

## Демографија
По попису из 2010. године број становника је 446, што је 10 (2,3%) становника више него 2000. године.
| Група             | 2000.       | 2010.       |
| Белци             | 398 (91,3%) | 404 (90,6%) |
| Афроамериканци    | 4 (0,9%)    | 3 (0,7%)    |
| Азијати           | 4 (0,9%)    | 3 (0,7%)    |
| Хиспаноамериканци | 11 (2,5%)   | 21 (4,7%)   |
| Укупно            | 436         | 446         |